# Andromacha (dramat Jeana Baptiste’a Racine’a)

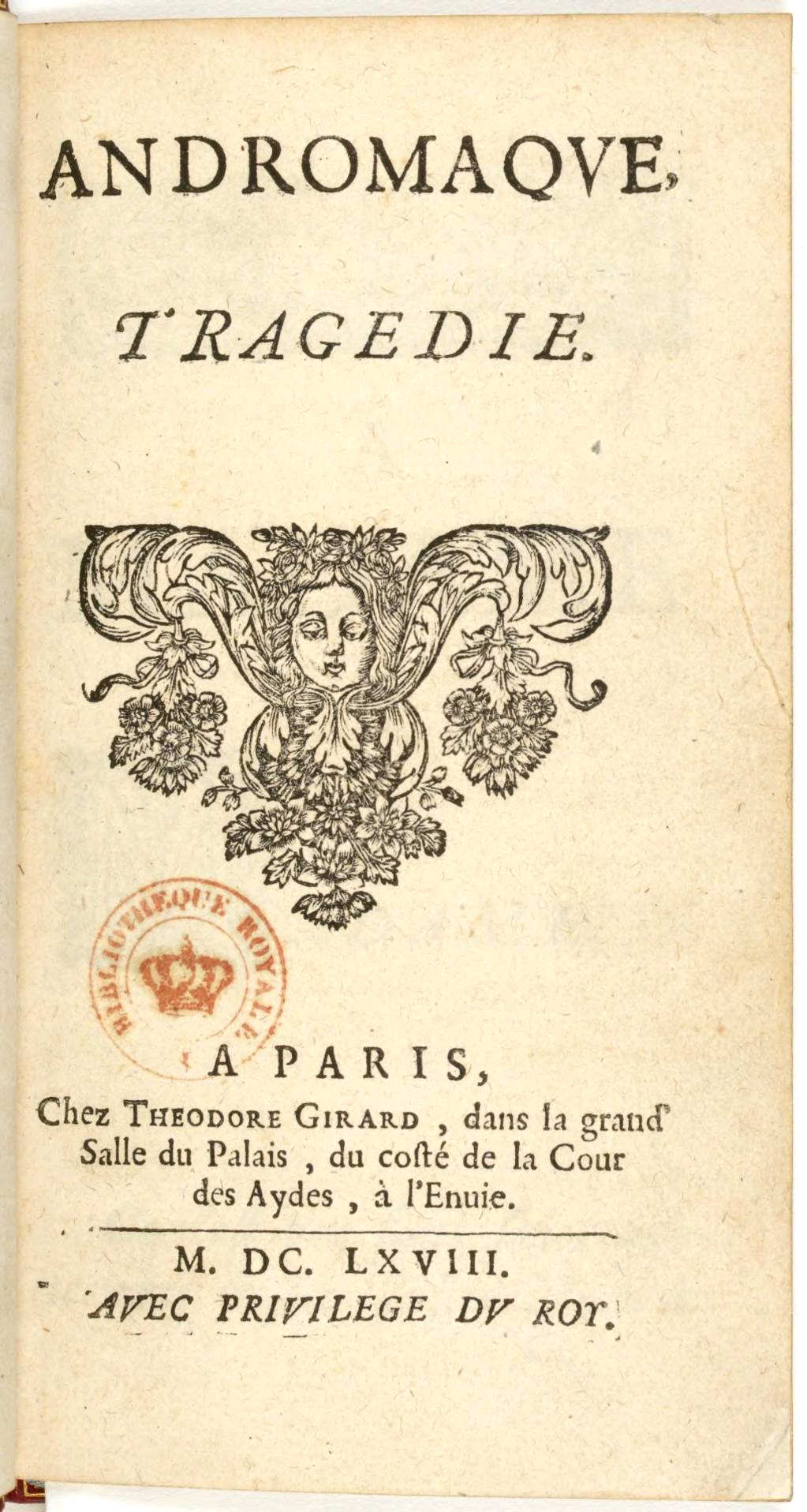
Okładka wydania Andromachy z 1668

Andromacha (oryg. fr. Andromaque) – tragedia Jeana Racine’a wystawiona po raz pierwszy w 1667.
Inspiracją dla dramatopisarza były teksty twórców antycznych – Iliada Homera, Andromacha Eurypidesa oraz Eneida Wergiliusza.

## Treść
Akcja utworu dzieje się po zakończeniu wojny trojańskiej, na dworze Pyrrusa, syna Achillesa, w Epirze. W ramach podziału łupów wojennych, Pyrrus otrzymał jako brankę żonę Hektora, Andromachę, i jej synka Astianaksa. Zakochał się w niej, przez co odkłada zaaranżowany wcześniej ślub z córką Menelaosa, Hermioną, chociaż sprowadził ją już do Epiru. Poseł Menelaosa, Orestes, przybywa do Pyrrusa w celu przyspieszenia ślubu, po cichu mając nadzieję, że król Epiru zrezygnuje z ożenku - sam zakochał się w Hermionie. Widząc jednak, jak Andromacha kultywuje pamięć Hektora, Pyrrus postanawia poślubić Hermionę, zaś małego Astianaksa wydać Grekom, by mógł zostać zabity. Pragnąc ratować syna, Andromacha zgadza się na ślub; planuje w ten sposób związać swoje dziecko z drugim mężem, sama zaś chce po ceremonii popełnić samobójstwo. Porzucona Hermiona żąda od Orestesa, by pomścił jej krzywdę, co ten czyni, zabijając Pyrrusa jeszcze w świątyni, przed ołtarzem. Gdy jednak do zbrodni dochodzi, Hermiona czuje, że jej miłość do króla Epiru była silniejsza niż zazdrość o rywalkę, i popełnia samobójstwo. Orestes popada w obłęd, wierny przyjaciel Pylades osłania go przed samosądem ze strony poddanych Pyrrusa.

## Recepcja
W ocenie G. Lansona i P. Tuffrau znaczenie Andromachy w literaturze francuskiej jest tak samo istotne, jak znaczenie Cyda Pierre’a Corneille’a. Dramat ukazywał bowiem w miejsce tradycyjnego starcia woli bohaterów studium gwałtownych uczuć, jakie ich nurtują. Odrealnieni, doskonali bohaterowie zostali zastąpieni postaciami przeżywającymi takie same namiętności, słabości i dylematy, co widzowie.
Dramat spotkał się z pozytywnym przyjęciem ze strony króla i dworu, został natomiast skrytykowany przez zwolenników twórczości Corneille’a, dla których miłość nie była sama w sobie odpowiednim tematem tragedii.